# Corydalis aitchisonii
Corydalis aitchisonii là một loài thực vật có hoa trong họ Anh túc. Loài này được Popov mô tả khoa học đầu tiên năm 1934.